# Streblosoma variouncinatum
Streblosoma variouncinatum är en ringmaskart som beskrevs av Hartmann-Schröder och Rosenfeldt 1991. Streblosoma variouncinatum ingår i släktet Streblosoma och familjen Terebellidae. Inga underarter finns listade i Catalogue of Life.